# Aeromotocicleta

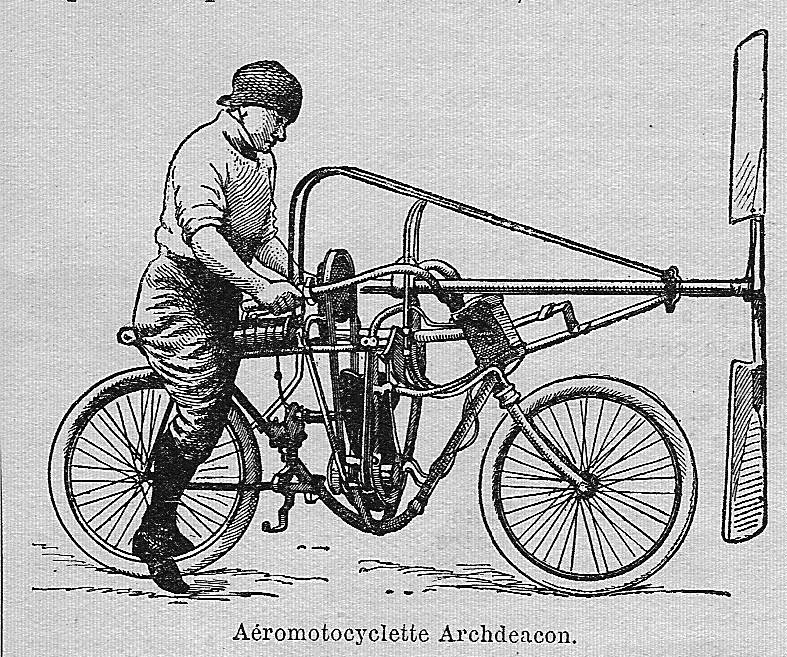
Grabado de la aeromotocicleta

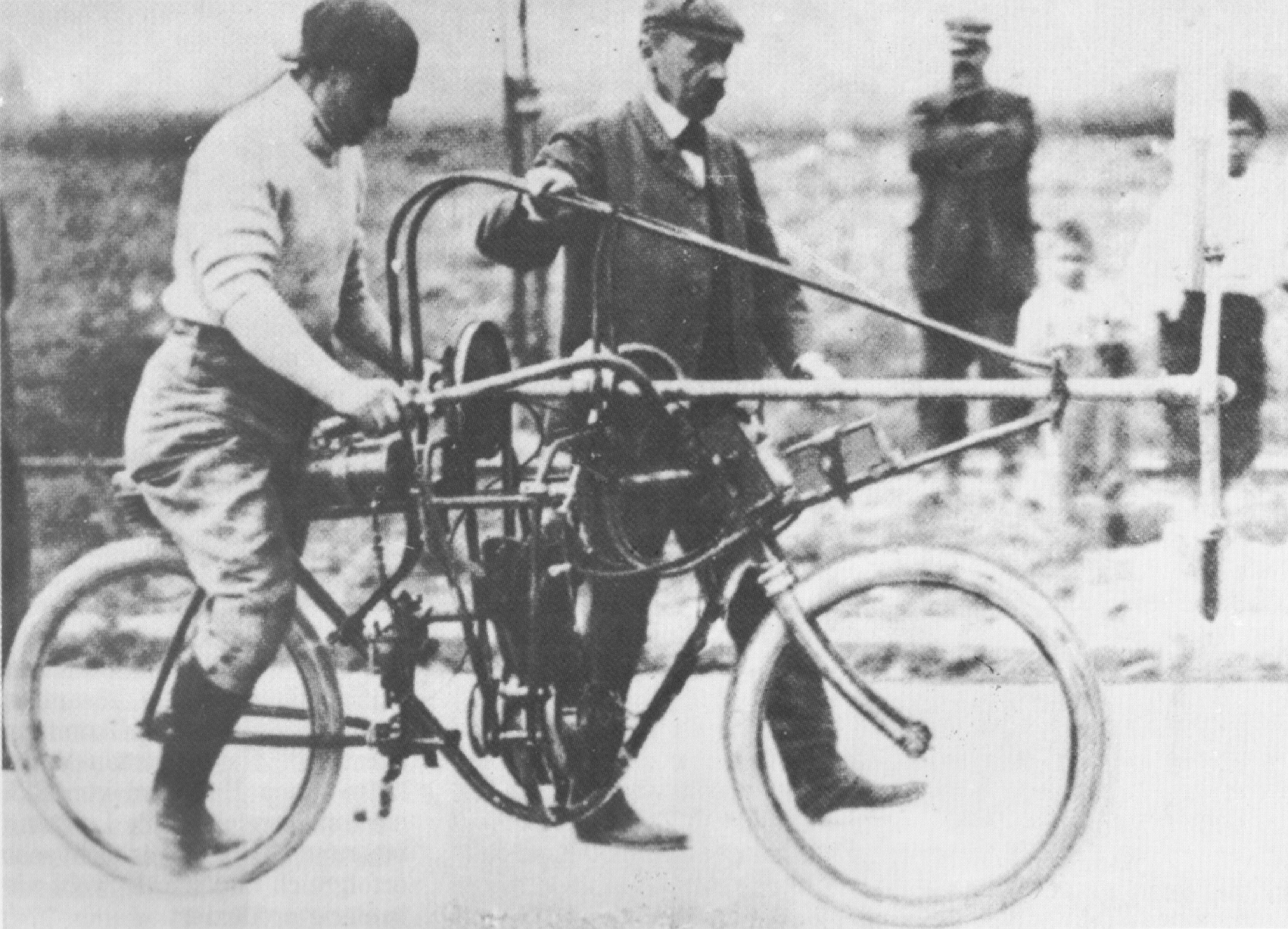
Aeromotocicleta (1906); Anzani (izquierda) y Archdeacon (derecha)

La aeromotocicleta (nombre original en francés: Aéromotocyclette ), también conocida como motocicleta de hélice, fue un vehículo experimental ideado por Ernest Archdeacon, con el que se examinó el comportamiento de las hélices a diferentes velocidades. Archdeacon diseñó y probó la motocicleta en 1906, en colaboración con Alessandro Anzani. Los experimentos también sirvieron para el desarrollo de motores aeronáuticos.

## Historia y tecnología
El motor Buchet de 726 cm³ refrigerado por aire rendía aproximadamente 6 caballos a 1800 rpm y se instaló en un cuadro de bicicleta de modo que el cigüeñal, que se encontraba orientado en la dirección de desplazamiento, podía impulsar la hélice directamente mediante dos poleas conectadas mediante una correa de transmisión. La motocicleta tenía instalada en su parte delantera una hélice de aluminio de dos palas con un diámetro de 1,45 m, montada sobre un eje de acero tubular de una longitud de aproximadamente 1,5 m. A la velocidad máxima de giro del motor, la hélice alcanzaba entre 900 y 1100 rpm. El 12 de septiembre de 1906 se realizó una prueba en una ruta cerrada en Achères, con un peso de 70 kg. Alessandro Anzani pilotó el inusual vehículo a lo largo de 1 km en 45.4 segundos, a una velocidad media de 79,3  km/h. Después de esta prueba, Anzani comenzó a interesarse en la aviación. Desarrolló en su compañía, Anzani Moteurs d'Aviation, un motor de tres cilindros (W3), que en 1909 impulsó el aeroplano Blériot XI, con el que Louis Blériot voló por primera vez sobre el Canal de la Mancha.